# McArthur River (Cook Inlet)
Der McArthur River ist ein 55 Kilometer langer Fluss im Südwesten des US-Bundesstaats Alaska.

## Flusslauf
Der McArthur River wird in den Neacola Mountains auf einer Höhe von 550 m von einem namenlosen Gletscher gespeist. Er fließt anderthalb Kilometer nach Süden, bevor er von der Gletscherzunge des McArthur-Gletschers gespeist wird. Der McArthur River fließt nun sieben Kilometer nach Osten und wendet sich anschließend nach Südosten. Dabei wird er von den Bergen der Neacola Mountains flankiert. Der Fluss verlässt das Bergland. Die Gletscherzunge des Blockade-Gletschers reicht bis auf wenige Meter an den McArthur River und speist diesen mit Schmelzwasser. Nach zehn Kilometern mündet der Noaukta Slough, ein Flussarm des Chakachatna Rivers, linksseitig in den McArthur River. Dieser fließt noch weitere 20 Kilometer in überwiegend südöstlicher Richtung durch die Küstenebene und mündet schließlich z nördlich von Tyonek in die Trading Bay, einen Küstenabschnitt im Westen des Cook Inlet. Der eigentliche Chakachatna River trifft erst fünf Kilometer oberhalb der Mündung auf den McArthur River.
Der Kustatan River bildete früher einen rechten Flussarm des McArthur River, der direkt ins Meer floss. Der Flussarm wurde jedoch im oberen Bereich weitgehend abgeschnitten, so dass der Kustatan River heute im Wesentlichen sein Wasser vom gletschergespeisten Zufluss Blacksand Creek erhält.

## Fauna
Der McArthur River und der Kustatan River werden von Silberlachsen zum Laichen aufgesucht. Eine kleinere Population von Königslachsen laicht im McArthur River und in dessen Nebenfluss Chakachatna River.

## Name
Benannt wurde der Fluss im Jahr 1910 von der U.S. Coast and Geodetic Survey (USC&GS) nach dem Dampfschiff McArthur.